# Phare de Roscoff
Phare de Roscoff ist der Name eines 1934 fertiggestellten Leuchtturms im Ort Roscoff im Département Finistère in der Bretagne. Er besitzt eine Tragweite von 15 Seemeilen.
1880 wurde auf der nördlichen Mole ein festes, weißes Leuchtfeuer zur Kennzeichnung der Hafeneinfahrt errichtet. 1884 folgte direkt gegenüber ein rotes Feuer.
Aufgrund der fehlenden Höhe und der damit verbundenen kurzen Tragweite wurde 1914 beschlossen, einen neuen Leuchtturm zu bauen. Wegen des Ersten Weltkriegs verzögerte sich der Bau aber bis ins Jahr 1934.
Der neue, aus Granit gefertigte Leuchtturm wurde mit einer Höhe von 24 Metern ca. 430 m rückwärtig zu den alten Leuchtfeuern direkt im Hafen von Roscoff 1934 fertiggestellt. Er wurde 2002 automatisiert und kann in den Sommermonaten besichtigt werden.